# Delfast
Ne doit pas être confondu avec Belfast.
 (janvier 2023).
Delfast est un fabricant de vélos électriques basé aux États-Unis.

## Histoire
Delfast opère en Ukraine depuis 2014 en tant que service de coursiers à vélo pour les commandes en ligne à Kiev. Il visait à fournir un service respectueux de l'environnement mais des vélos électriques de meilleure qualité et avec des performances supérieures que ceux disponibles sur le marché. Delfast a donc commencé à développer son propre vélo électrique. En 2017, la société a lancé la production avec 150 000 $ de financement participatif collectés sur Kickstarter.
En raison d'une demande étonnamment élevée pour ses vélos électriques, Delfast a transformé un projet parallèle en une entreprise. En 2019, la société avait développé plusieurs vélos électriques à succès et avait obtenu jusqu'à 20 000 précommandes. Delfast a étroitement coopéré avec l'Institut polytechnique de Kiev sur la R&D. En avril 2020, il a reçu une subvention « Climate Innovation Vouchers » de la Banque européenne pour la reconstruction et le développement, qui lui a permis de certifier les vélos électriques pour le marché de l'UE. La société a établi un bureau américain à Los Angeles, a transféré la fabrication de la Chine à l'Ukraine et a levé 3,4 millions de dollars de financement pour son centre de R&D en Ukraine,,.
La plupart des vélos électriques Delfast sont achetés aux États-Unis, dans l'UE, au Canada et au Mexique. L'entreprise produit également des vélos électriques pour les entreprises de livraison, telles que Glovo. Lors de l'invasion russe de l'Ukraine en 2022, les vélos électriques Delfast modifiés ont été largement utilisés par l'armée ukrainienne comme transporteurs NLAW furtifs lors de raids sur des véhicules blindés russes.

## Produits
Le premier modèle Delfast Partner de Delfast a été développé spécifiquement pour les coursiers à vélo avec une autonomie de 100 km et quelques fonctionnalités professionnelles. Le deuxième modèle de l'entreprise, Delfast Prime, a remporté le livre Guinness des records du monde pour la plus grande distance parcourue en vélo électrique avec une seule charge (370 km). Delfast Top et Delfast Offroad sont les modèles grand public au format fatbike. Des vélos électriques Delfast Top modifiés ont été fournis aux services de police du Mexique et des États-Unis. En 2020, la société a présenté Delfast Trike, un vélo électrique de fret à 3 roues développé dans le cadre de la subvention de l'USAID pour le Nova Poshta.
En novembre 2021, Delfast a réinventé une moto Dnepr emblématique en vélo électrique. Le modèle Delfast Top 3.0 2022, présenté au CES, a remporté le vélo électrique le plus rapide de l'année selon Forbes. Plus tard en 2022, Delfast a lancé une campagne Indiegogo pour son nouveau vélo Delfast California, qui comportait un moteur de 750 W, un cadre en forme de U et une application compagnon,.

## Sources et références
1. 1 2 3 4  (en) « Ukrainian e-bikes conquer the world » , sur archive.wikiwix.com, 3 décembre 2020 (consulté le 18 janvier 2023)
2. ↑  Rebecca Morley, « Delfast to transfer e-bike production from China to Ukraine », Bikebiz, avril 2020 (consulté le 9 décembre 2022)
3. 1 2  (en) Nargess Banks, « U.S.-Ukrainian Firm Delfast Presents California, A New Electric Bike », sur Forbes (consulté le 18 janvier 2023)
4. ↑  « Ukraine's Electric Cavalry: The E-Bikes Being Used In Battle », RadioFreeEurope, 24 mai 2022 (consulté le 9 décembre 2022)
5. ↑  Rebecca Belan, « Co-founders of Ukrainian startup Delfast discuss navigating through a crisis », TechCrunch, 1er avril 2022 (consulté le 9 décembre 2022)
6. ↑  Polly Allcock, « Delfast California e-bike with up to 160 Nm torque is crowdfunding on Indiegogo », Notebookcheck, 25 octobre 2022 (consulté le 9 décembre 2022)